# وهم التفوق
وهم التفوق وهو اعتقاد عند بعض الناس حول تفوقهم على الأفراد الآخرين (الفرد المتوسط) حيث يقوم الفرد بتضخيم إيجابياته وتصغير سلبياته وينتج عن سوء تقدير للقدارت الذاتية والبيئة المحيطة، وهو أمر شائع، يمكن ملاحظته في الصف، وفي العمل، وفي كافة مناحي الحياة.
في إحدى الدراسات تبين أنّ 90% من سائقي السيارات يعتقدون أنهم أفضل من السائق «المتوسط» (Swenson, 1980).